# گلی کلازید
گلی کلازید (به انگلیسی: Gliclazide)
رده درمانی: کاهنده قند خون از دسته سولفونیل اوره‌ها
اشکال دارویی: قرص

## موارد مصرف
نوعی داروی خوراکی برای درمان دیابت می‌باشد. این دارو اصولاً در درمان بیماران مبتلا به دیابت نوع دو (غیر وابسته به انسولین) استفاده می‌شود.

## مکانیسم اثر
گلی کلازید باعث تحریک و آزاد شدن مقادیر بیشتر انسولین از لوزالمعده (پانکراس) می‌شود. این کار را با بلوک گیرنده‌های پتاسیم در سلول‌های بتا جزایر لانگرهانس انجام می‌دهد. انسولین هورمونی است که میزان قند خون را کنترل می‌کند. گلی پیزید در درمان بیماران دچار دیابت نوع یک (وابسته به انسولین) بکار نمی‌رود، چرا که در این بیماران پانکراس قادر به ساخت انسولین نمی‌باشد.
گلی کلازید در مقدار درمانی تجمع پلاکتی را کاهش می‌دهد. گلی کلازید علاوه بر تأثیر مستقیم بر بتا سل‌ها برای ترشح انسولین، تأثیر مستقیم بر انتقالات کلسیم داخل سلولی داشته که به‌طور اختصاصی پاسخ دو مرحله‌ای بتاسل‌ها را به غذا بهبود بخشیده که هم مرحله فوری و هم مرحله ثانویه ترشح انسولین بهبود می‌یابد.

## عوارض جانبی
مهمترین عارضه جانبی افت قند خون است و هیپوناترمی (افت سطح سدیم)
سیستم اعصاب مرکزی : سردرد، بیقراری، گیجی
پوست : راش، قرمزی، خارش، کهیر. سولفونیل اوره‌ها به ندرت باعث حساسیت به نور می‌گردد.
گوارشی : تهوع، استفراغ، اسهال، احساس پری سر دل، گاستریت
خونی : آگرانولوسیتوزیس، لکوپنی، ترومبوسیتوپنی، آنمی
کبدی : زردی، افزایش آنزیم‌های کبدی .